# Perham (Minnesota)
Perham ist eine Stadt (City) im Otter Tail County in Minnesota, Vereinigte Staaten. Das U.S. Census Bureau hat bei der Volkszählung 2020 eine Einwohnerzahl von 3.512 ermittelt.

## Geografie
Perham liegt zwischen Detroit Lakes im Nordwesten und Wadena im Südosten und ist nach Josiah Perham, dem ersten Präsidenten der Northern Pacific Railway, benannt. Unweit von Perham fließt der Otter Tail River, der hier durch den Mud Lake, den Little Pine Lake und den Big Pine Lake strömt.
Benachbarte Orte von Perham sind Frazee (18 km nördlich), New York Mills (18,5 km südöstlich), Richville (13,5 km südlich) und Dent (16 km westlich).

## Verkehr
Am westlichen Ortsrand verläuft der vierspurige U.S. Highway 10. Mitten durch den Ort führt eine Eisenbahnlinie der BNSF Railway.
Im Nordwesten des Stadtgebiets liegt der Perham Municipal Airport.

## Söhne und Töchter der Stadt
- Gabriele Grunewald (1986–2019), Mittel- und Langstreckenläuferin